# Dorfkirche Wilmersdorf (Briesen (Mark))

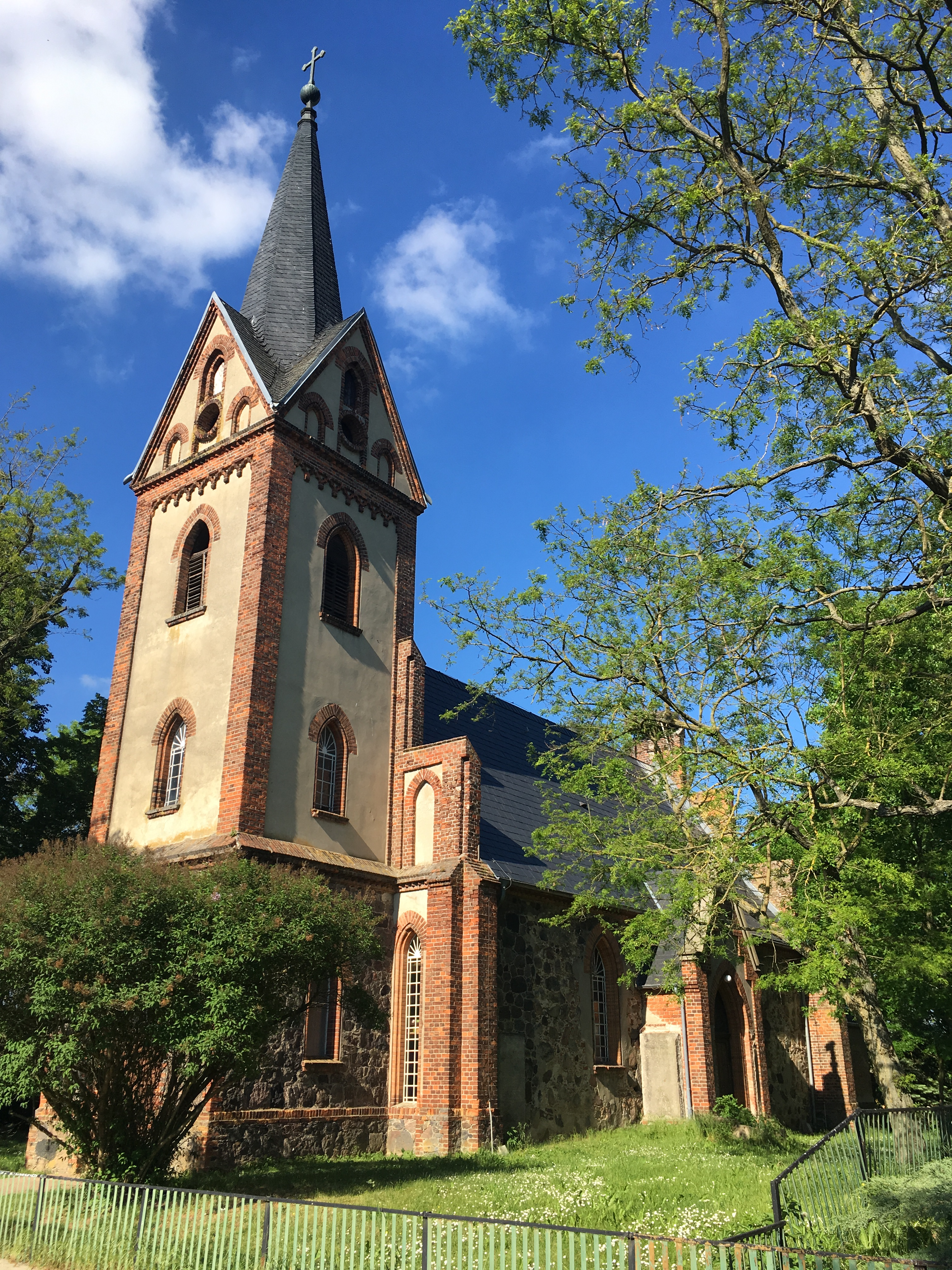
Dorfkirche Wilmersdorf

Die evangelische Dorfkirche Wilmersdorf ist eine neugotische Saalkirche in Wilmersdorf, einem Ortsteil der Gemeinde Briesen (Mark) im Landkreis Oder-Spree im Land Brandenburg. Sie gehört zur Evangelischen Kirchengemeinde Biegen – Jacobsdorf und Wilmersdorf im Kirchenkreis Oderland-Spree der Evangelischen Kirche Berlin-Brandenburg-schlesische Oberlausitz.

## Lage
Durch den Ort verläuft in West-Ost-Richtung die Alte Frankfurter Straße. Von ihr zweigt im östlichen Teil der Gemarkung die Briesener Straße nach Süden hin ab. Wenige Meter hinter der Kreuzung steht die Kirche östlich dieser Straße auf einem leicht erhöhten Gelände, das im 21. Jahrhundert mit einem Zaun eingefriedet wurde.

## Geschichte
Über die Entstehung des Sakralbaus existieren unterschiedliche Ansichten. Während das Dehio-Handbuch das Bauwerk als einen Neubau „unter Verwendung von Resten eines mittelalterlichen Feldsteinquaderbaus“ charakterisiert, spricht die Kirchengemeinde von einem vollständigen „Umbau der Kirche unter Nutzung der mittelalterlichen Granitquader“.
Als sicher gilt, dass Wilmersdorf im Jahr 1405 eine Größe von 54 Hufen besaß, davon vier für den Pfarrer. Zu dieser Zeit gab es demnach bereits eine Kirche, die nach 1500 mit einer Pietà sowie zwei Glocken mit einem Durchmesser von 50 bzw. 59 cm ausgestattet wurde. Sie könnten eine Stiftung von Albrecht Thuem gewesen sein, der 1584 verstarb. Zu seiner Erinnerung wurde ein Epitaph an der Westwand des Südvorbaus aufgestellt. 1604 erhielt das Bauwerk eine weitere Glocke, die Hans Zeidler aus Fürstenwalde/Spree goss. 1637 – und damit während der Kampfhandlungen des Dreißigjährigen Krieges – kam ein 18 cm hoher Kelch mit Patene hinzu; nach 1650 ein Taufengel. Das Kirchenpatronat lag zu dieser Zeit bei der Familie von Rohr. Als Christian Ewald von Rohr im Jahr 1693 starb, wurde auch er mit einem Epitaph geehrt. Sein Nachfolger, Christian Ludwig von Rohr stiftete 1703 ein Altarretabel. Auch sein Grabdenkmal steht seit seinem Tod 1709 an der Kirche. 1875 musste die Kirchengemeinde die Glocke von Zeidler neu gießen lassen. Die Arbeit übernahm die Glockengießerei C. Voß und Sohn aus Stettin, die ein Werk von 73 cm Durchmesser schufen. In den Jahren 1880 bis 1883 kam es schließlich auch Veranlassung von Finck von Finckenstein zum Um- bzw. Neubau der Kirche. Dabei entstanden die Sakristei, ein Anbau an der Südseite des Kirchenschiffs sowie der Westturm. 1969 stellte die Firma Sauer eine Orgel auf der Westempore auf.

## Baubeschreibung
Die Apsis wurde auf einem Sockel aus Feldsteinen des Vorgängerbaus und rötlichen Mauerziegeln errichtet, die größtenteils verputzt sind. Sie ist eingezogen und hat einen Fünfachtelschluss. Die Ecken wie auch der Sockel werden durch Lisenen aus freiliegenden Mauerziegeln betont, ebenso die Dachtraufe, die mit einem nach unten geöffneten Rundbogenfries verziert ist. An der Ostseite ist eine zugesetzte, spitzbogenförmige Blende, deren Gewände aus halbrunden Mauersteinen sowie einer abgeschrägten Fensterbank erstellt wurde. Der Bogen wurde dabei nochmals durch Mauersteine betont. An den beiden Südost- bzw. Nordost-Seiten ist je ein gleich großes Fenster, das die Form der Blende aufnimmt. Nach Süden schließt sich ein rechteckiger Anbau an, in dem nach Osten hin ein weiteres, spitzbogenförmiges Fenster ist. Im Norden ist an dieser Stelle ein weiterer Anbau mit einer Pforte, die von Osten her betreten werden kann. Die Apsis trägt ein Walmdach, das – wie auch die Anbauten – mit schwarzem Schiefer gedeckt ist.
Am Übergang zum Kirchenschiff ist zunächst an jeder Seite je ein Strebepfeiler, der in einen Staffelgiebel mit fünf spitzbogenförmigen, gestuften Blenden übergeht. Das Kirchenschiff hat einen rechteckigen Grundriss und wurde durchgängig aus Feldsteinen errichtet. Diese sind weder behauen, noch lagig geschichtet. An der Südseite ist ein Anbau aus Mauerstein, daneben jeweils links und rechts ein spitzbogenförmiges Fenster. In Richtung sind die Überreste eines Gewändes erkennbar. Hier dürfte zu einer früheren Zeit ein bogenförmiges Fenster gewesen sein. Je ein Epitaph steht an der westlichen Wand des Kirchenschiffs, an der westlichen und östlichen Wand des Südanbaus. An der Nordseite ist ein vergleichbarer Anbau, der von Osten her einen Zugang in ein Kellergeschoss ermöglicht. An Stelle der Pforte ist an der Nordseite ein Fenster, wie auch am Kirchenschiff. Weitere zugesetzte Öffnungen sind dort nicht erkennbar.
Der Westturm ist quadratisch und gegenüber dem Kirchenschiff stark eingezogen. An dessen Übergang sind an jeder Seite zwei Lanzettfenster sowie ein Blendengiebel. Das untere Geschoss wurde aus Feldsteinen errichtet. Der Zugang erfolgt über ein spitzbogenförmiges Portal, dessen Laibung erneut aus Mauerstein erstellt wurde. Darüber ist ein Gesims gefolgt von zwei weiteren Geschossen. Hier sind an jeder Seite drei Fenster, im oberen Geschoss vier Klangarkaden, die die Form aus den Fenstern am Kirchenschiff aufnehmen. Die Flächen sind verputzt, die Ecken mit Lisenen aus Mauerstein betont. Ein umlaufender, nach unten geöffneter Rundbogenfries schafft den Übergang zum obersten Geschoss. Dort ist ein vierseitiger Giebelabschluss mit je einer seitlich angeordneten Blende, die eine kreisförmige Öffnung mit einem darüberliegenden Fenster flankieren. Der Turmhelm ist mit Schiefer ausgeführt und schließt mit einer Turmkugel und Kreuz ab.

## Ausstattung

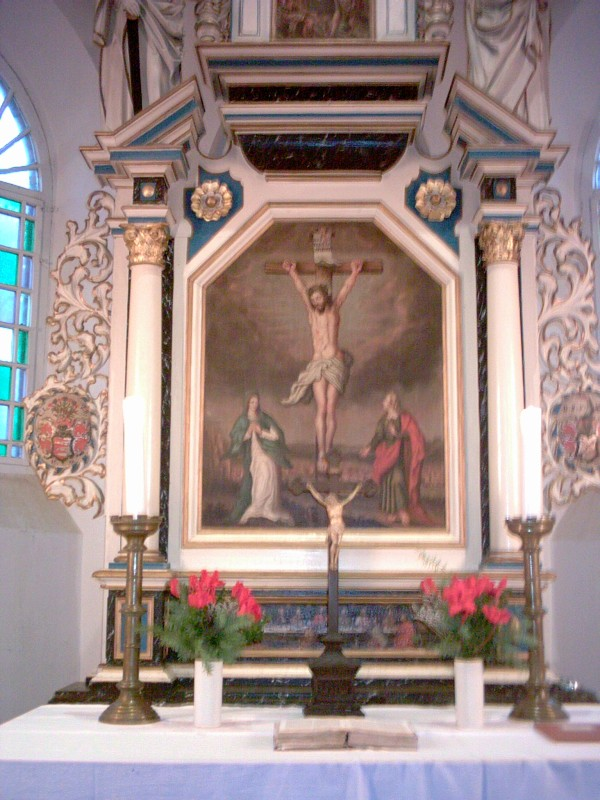
Altaraufsatz

Zur Ausstattung gehört ein Altarretabel, das 1703 gestiftet wurde. Es zeigt in der Predella das Abendmahl Jesu, während im Hauptfeld die Kreuzigung Christi dargestellt wird. Es wird von zwei Säulen eingerahmt, die mit Akanthus und je einem Wappen pro Seite geschmückt sind. Links ist das Wappen derer von Rohr mit der Jahreszahl 1703, rechts das derer von Gollnitz und das Jahr 1706 abgebildet. Auf den Säulen stehen die barock eingefassten Figuren Paulus von Tarsus sowie Simon Petrus, die vermutlich frühgotisch sind und daher von einem früheren Altar stammen könnten. Darüber ist die Auferstehung Jesu Christi mit einer bekrönenden Sonne dargestellt. Auf dem Aufsatz sind Fides und Caritas abgebildet. Die Kanzel stammt aus der zweiten Hälfte des 17. Jahrhunderts. Am polygonalen Kanzelkorb sind die vier Evangelisten zwischen Beschlagwerk abgebildet, darüber ist ein Schalldeckel, der mit Knorpelwerk geschmückt ist. Ein hölzerner Taufengel wurde in der ersten Hälfte des 18. Jahrhunderts hergestellt.

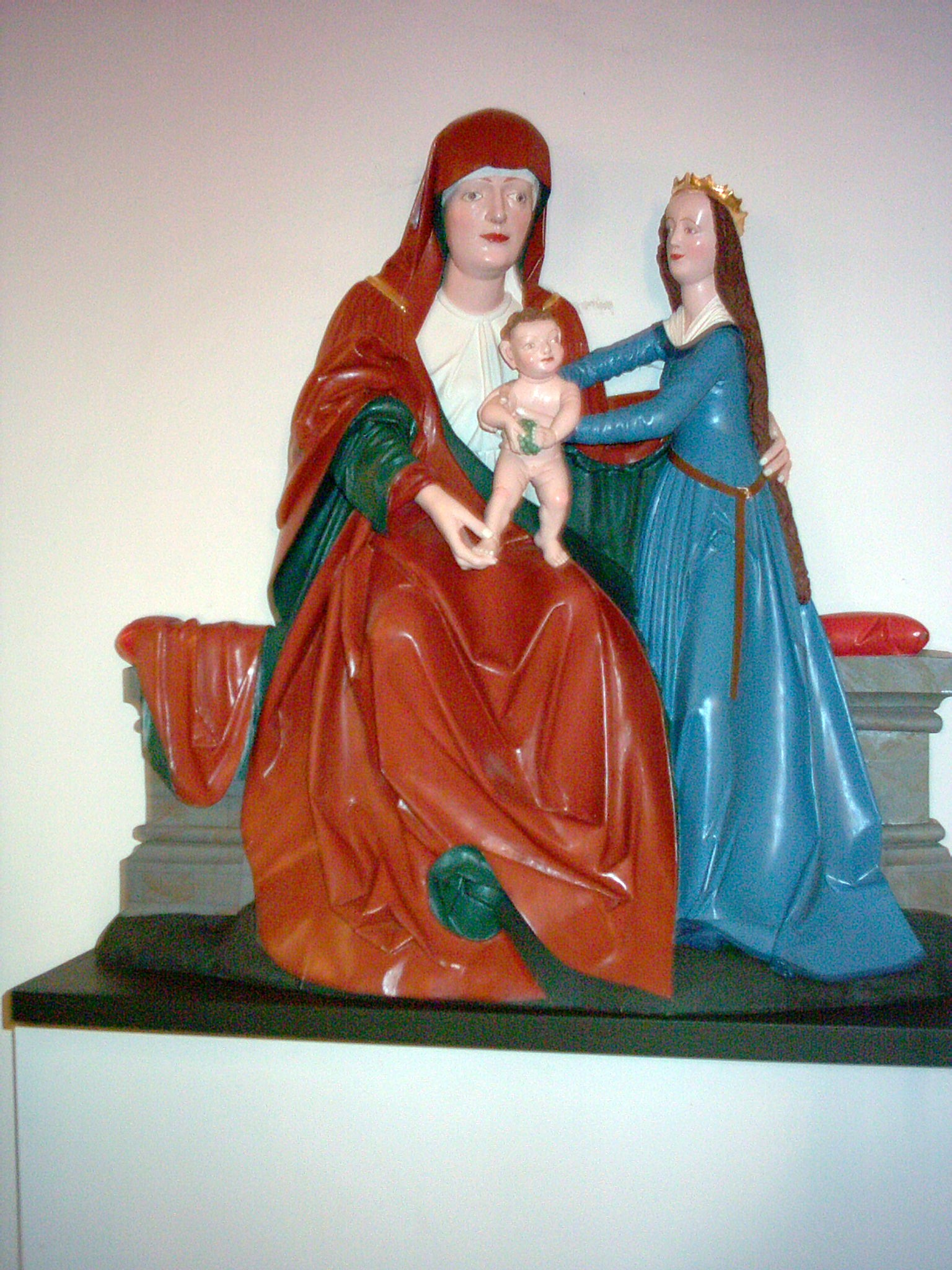
Anna selbdritt

Als in Brandenburg „einmalig“ bezeichnet die Kirchengemeinde eine 1995 restaurierte Kunst, die Anna selbdritt zeigt und aus dem 14. Jahrhundert stammt. Das Dehio-Handbuch bemängelt jedoch, dass die Figur durch die barocke Bemalung „entstellt“ sei. Zu den liturgischen Gegenständen zählen ein silbervergoldeter Kelch aus dem 17. Jahrhundert sowie eine passende Patene. Der Kelch ist mit einem Stein am Fuß verziert und trägt am Knauf die Inschrift ihesvs (Jesus) sowie am Stängel Maria.
Auf der Westempore steht eine Sauer-Orgel, die 1969 angeschafft wurde. Es handelt sich um das Opus 1858 mit einem elektrischen Gebläse, vier Registern, einem Manual und einem Pedal.
Zwei Epitaphe an der äußeren Südseite des Kirchenschiffs erinnern an Albrecht Thuem, der 1584 starb sowie an den Pfarrer George Adolph Schindler (verstorben 1728) sowie dessen Ehefrau, die 1723 starb. Nordwestlich steht auf dem Grundstück ein Findling, dessen Inschrift verwittert ist.